# Doris Oberländer
Doris Oberländer (geb. Seeberg, * 12. Januar 1903 in Dorpat (Tartu/Estland); † 27. Mai 1989 in Ahrenshoop) war eine deutsche Bildhauerin.

## Leben
Doris Seeberg kam als Tochter des evangelischen Theologen Alfred Seeberg und seiner Ehefrau Marie, geb. Walter 1908 nach Rostock, als der Vater eine Professur an der Universität Rostock annahm. 1910 wurde das Sommerhaus der Familie Seeberg in Ahrenshoop (Schifferberg 4 – heute Doris-Oberländer-Weg) erbaut. Zwischen 1909 und 1919 besuchte sie die Lyzeen in Rostock, Kiel und, nach dem Tod des Vaters 1915, in Potsdam. 1920 begann sie eine Gartenbaulehre in Marlow; 1923 war sie für ein Jahr auf der Gewerbeschule in München. Ab 1924 war sie im Kirchensteueramt Rostock und als Steuergehilfin in Wustrow tätig. Angeregt durch eine Begegnung mit Hertha von Guttenberg (geb. Cornilsen) in Rostock, begann die Beschäftigung mit der Bildhauerei. Von 1932 bis 1935 folgte ein Studium der Holzbildhauerei an der Städtischen Kunstgewerbe- und Handwerkerschule in Berlin-Charlottenburg bei Hans Perathoner sowie anschließend 1936–1940 ein Studium der Kleinplastik an der Staatlichen Hochschule für Bildende Künste Berlin bei Ludwig Gies, bei Otto Hitzberger vertiefte sie ihre Kenntnisse über Stuckarbeiten. 1940 wurde sie nach dem Abschluss der Studien zur Meisterschülerin ernannt.
Ab 1940 war Doris Seeberg als freischaffende Künstlerin in Ahrenshoop tätig. Im Jahr 1944 heiratete sie den Maler Hans Emil Oberländer, wurde jedoch im selben Jahr Witwe, als ihr Mann in einem Lazarett in Bad Warmbrunn verstarb.
Doris Oberländer war in der Gemeindevertretung Ahrenshoop tätig und Vorsitzende der Ortsgruppe des Kulturbundes Ahrenshoop. Sie pflegte Freundschaft mit Gerhard Marcks, Alfred Partikel, Fritz Koch-Gotha, Hedwig Holtz-Sommer und Dora Koch-Stetter.

## Werke
- Selbstporträt (1935; Holzmaske)
- Skulptur eines Mädchens (1947)

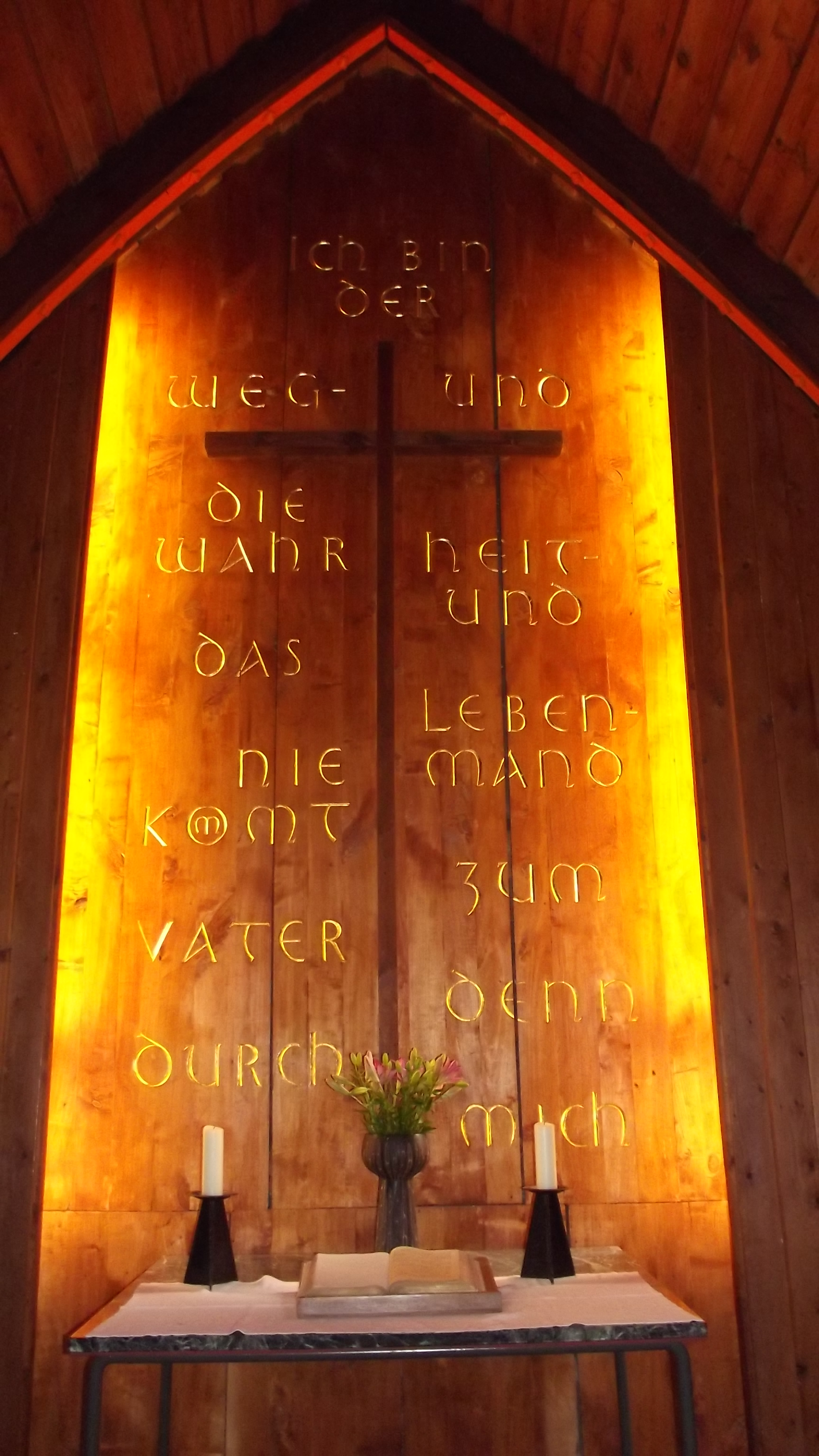
Altarwand, Schifferkirche Ahrenshoop

- Altarwand (1953), Taufbeckenständer (1954) und Predigtkanzel (1955) in der 1951 eingeweihten Schifferkirche Ahrenshoop, diese Werke bilden das Hauptwerk der Künstlerin
- Gedenktafel an Dietrich Bonhoeffer, Zingsthof
- Porträtbüste einer Studentin (1963)
- Porträtbüste des Künstlers Fritz Koch-Gotha